# Gunnar Sköld (tävlingscyklist)
Alf Gunnar Sköld, född 24 september 1894 i Västerås, död där den 24 juni 1971, var en svensk cyklist som tävlade på landsväg. 
Gunnar Sköld deltog i de Olympiska sommarspelen 1924 och tog där bronsmedaljen i landsvägsloppet för lag tillsammans med Erik "Orsa" Bohlin och Ragnar Malm. Sköld slutade fyra i det individuella linjeloppet. Under året 1924 vann han också Mälaren runt.
Han vann världsmästerskapens linjelopp för amatörer i Köpenhamn 1921, vilket var första gången som tävlingen kördes. Samma år slutade han trea i Mälaren Runt. En placering som han också tog 1922, innan han vann tävlingen 1924 och 1925.
Han tävlade för Västerås Cykelklubb 1916–1923 och från 1924 för Upsala CK. Han ägde Skölds sportaffär på Stora Gatan i Västerås.